# رؤيتي (كتاب)
رؤيتي.. التحديات في سباق التميز كتاب من تأليف الشيخ محمد بن راشد، يعرض فيه نماذج من فكره الاقتصادي في التنمية.
يقع الكتاب في 220  صفحة وقد قسم إلى خمسة أجزاء حملت العناوين التالية: دبي، الرؤية، بيئة الشيخ محمد، رؤية الشيخ محمد، سباق التميز، ما الذي يميزنا عن غيرنا، هل حققت دبي الامتياز، القرار الصائب، القرار الصعب، المنفذ، الكادر الأفضل، الخير كل الخير في عصر الشباب، المرأة، الحكومة الالكترونية، المتسوقون السريعون، السابقون الأولون: الشيخ زايد بن سلطان، الشيخ راشد بن سعيد، ثم حمل الجزء الأخير عناوين الشيخ محمد الإنساني، الشيخ محمد العربي، والخاتمة  ونُشر الكتاب عام 2006.

## وصلات خارجية
- جائزة محمد بن راشد آل مكتوم للإدارة العربية